# Сувестр, Эмиль
Эмиль Сувестр (фр. Émile Souvestre, 15 апреля 1806, Морле, Финистер — 5 июля 1854, Монморанси) — французский писатель, поэт и драматург бретонского происхождения; собиратель легенд, преданий, сказок; адвокат, журналист, эссеист, педагог, философ. Его внучатым племянником является Пьер Сувестр.

## Биография

### Рождение, семья, юность
Шарль Эмиль Сувестр родился 15 апреля 1806 года в Морле (департамент Финистер) в семье Марии Франсуазы Будье (1769-1841) и Жана-Батиста Сувестра (1757-1823), инженера по мостам и дорогам, умеренного демократа. Он был младшим из шести детей, родившихся от двух браков отца. Провел детство на берегу моря, слушая старые легенды, рассказанные крестьянами, и мечтал о пиратских приключениях как в прочитанных книгах. Поскольку он проявлял способности, то после среднего образования в королевском колледже Понтиви (департамент Морбиан) отец решил отправить его в Политехнический институт.

### Творчество, семья, политика
В 1824 году, уже после смерти отца, Эмиль поступил на юридический факультет в Университете Ренна (1824 г.), чтобы стать адвокатом. Там он подружился с будущими поэтами Эдуаром Тюркети (1807–1867) и Эваристом Буле Пати. Все трое писали для местного журнала «Lycée armoricain», который опубликовал несколько стихотворений Сувестра. 
Получив в 1826 году диплом юриста, Сувестр уехал в Париж с намерением продолжить литературную карьеру. Написал пьесу «Le siège de Missolonghi» для Комеди Франсез, вдохновленную важным эпизодом греческой войны за независимость, которая, несмотря на поддержку, не была поставлена. Сувестр впадает в уныние и заболевает. Гибель в море старшего брата Жана-Франсуа (1796-1826), морского капитана, кормильца семьи после отца, заставила его взять себя в руки и вернуться к семье в Морле в 1828 году. Он устроился помощником в книжный магазин Камиля Меллине, основателя журнала «Lycée armoricain» (1823-1831). Затем он согласился работать в Нанте в школе, где использовалась новая методика обучения детей чтению — метод Жакото. Этот метод имел определенный успех и спас Сувестра от финансовых трудностей. Это позволило ему продолжать писать и много публиковаться, см. например, «Поэтические грезы» (фр. Rêves poétiques; 1830).
20 апреля 1830 года Сувестр женился на дальней кузине, Сесиль Марии Виктории Балло-Бопре, родился сын Алексис Эмиль, но вскоре его жена и сын умерли от болезни. Также в 1830 году он принял активное участие в Июльской революции. В 1831 издание «Lycée armoricain», публиковавшее многие его работы, закрылось. Тогда он основал «La Revue de l'Ouest» и книжный магазин, но они проработали недолго. В мае 1832 года он еще раз женился, на сестре Алексиса, своего товарища, Анжелике Анне Папот, писательнице-феминистке, литераторе и переводчице, взявшей псевдоним "Нанин Сувестр" (фр. Nanine Souvestre-Papot; 1806-1886), подарившей ему трех дочерей: Фанни-Ноэми, Мари-Клэр, Ада-Анна. Жена свободно говорила по-английски и помогала ему в написании статей для многочисленных журналов.
Устав от работы педагога, Сувестр переехал из Нанта в Морле, где устроился адвокатом. Столкнувшись с эпидемией холеры, он бежал в Брест, где стал главным редактором газеты «Le Finistère», а затем профессором риторики. Проблемы со здоровьем заставили его отправиться на восток, в Мюлуз, где он снова стал учителем. Но здоровье не улучшалось, и в 1836 году он вернулся в Париж, где посвятил себя исключительно литературе и жизни родной ему Бретани: он собирал, обрабатывал и публиковал бретонские народные сказки. Первым его произведением стали «Последние бретонцы» (фр. Les Derniers Bretons), сборник его статей и воспоминаний о родном крае, который привлек к нему внимание широкой читательской аудитории. Далее последовали: «Le Finistère en 1836», «La Bretagne pittoresque» и другие.
В 1836 году рассказ Сувестра «Последняя любовь» («Le Dernier amour») вошел в сборник «Додекатон, или Книга Двенадцати» (Dodécaton, ou Le livre des Douze; изд. Victor Magen, 1837) — коллективный двухтомный труд, в котором участвовали Александр Дюма, Альфред де Мюссе, Альфред де Виньи, Жорж Санд, Жюль Жанен, Огюст Барбье, Проспер Мериме, Стендаль, Лёве-Веймар, Леон Гозлан, Дюфонжерэ.
Затем последовало множество работ, включая романы, рассказы, пьесы, эссе и многочисленные статьи в газетах. В это же время он стал литературным критиком в газетах «Le Temps», «Le Siècle», а затем полностью посвятил себя работе с журналами «La Revue de Paris» и «La Revue des Deux Mondes».

### Признание и последние годы жизни

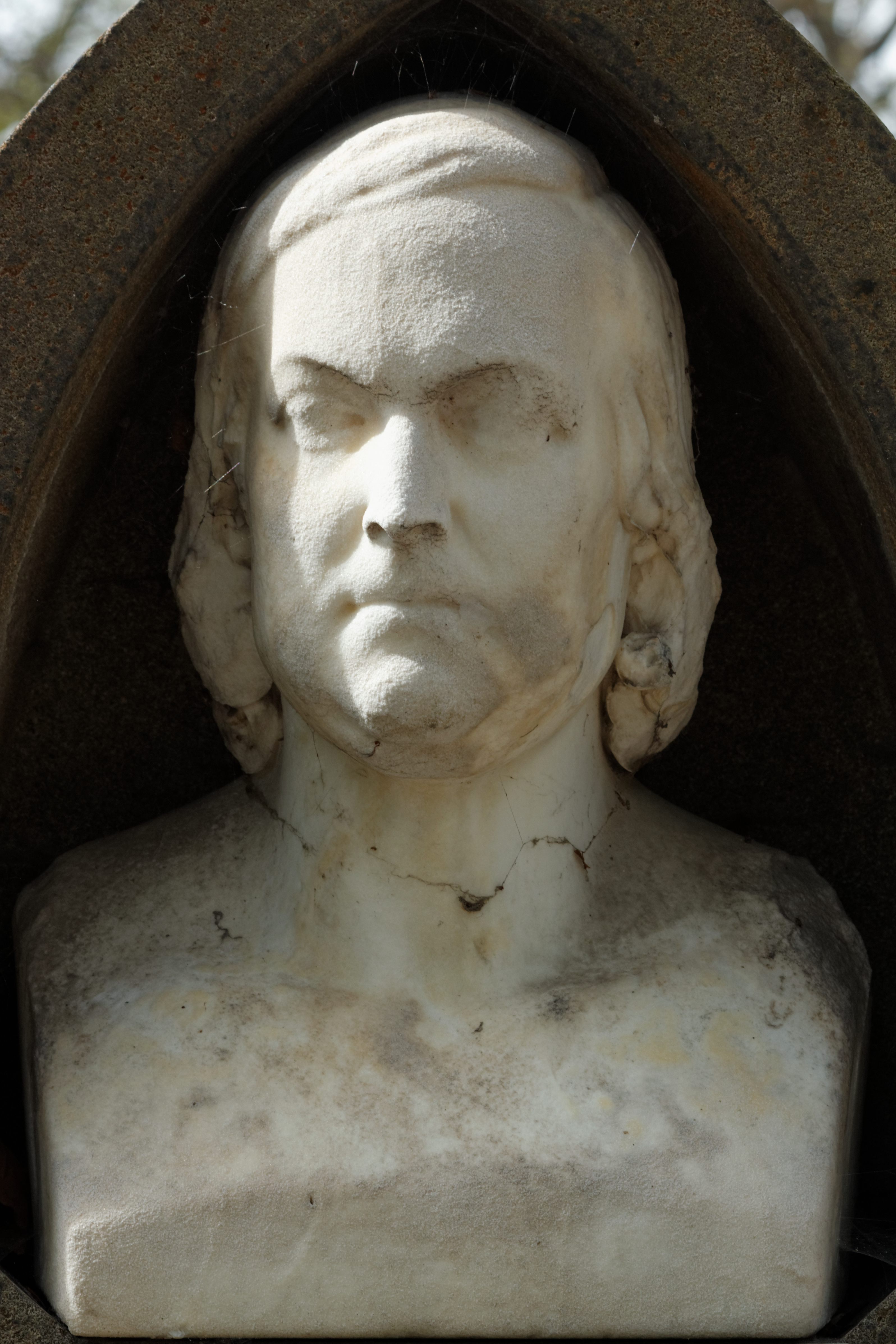
Бюст Э. Сувестра на кладбище Пер-Лашез работы Ф.Грасса

В 1848 году Сувестр стал политическим приверженцем Второй республики и баллотировался в Учредительное собрание в Финистере, но проиграл и сохранил Республику в своем сердце скорее как идеал, чем как реальность. При поддержке министра народного образования Ипполита Карно он стал профессором «административного стиля или административного красноречия» в Школе управления. Он также участвовал в «Вечерних чтениях» для рабочего класса до 1849 года, когда консерватизм вернулся к власти.
В 1850 году Сувестр был удостоен премии Французской академии за свои «Исторические и литературные статьи». В 1851 году он опубликовал «Un philosophe sous les toits», сборник моральных текстов, который появился в «Le Magasin pittoresque». Эта работа, восхваляющая семью и отечество, вопреки его ожиданиям, имела успех, и пресса поздравила его с "чествованием неизвестных добродетелей и воздвижением алтаря семейных отношений". Весной 1853 года он был приглашен правительством кантона Невшатель для проведения популярных уроков: эта поездка в Швейцарию доставила ему истинное удовольствие. Вот как описывает его поездку и чувства его зять, муж старшей дочери, Эжен Лесбазель (1826-1904): «В 1853 году он с радостью отправился в Швейцарию вместе с семьей, чтобы по приглашению друзей прочитать курс истории литературы, говорить о чести, добродетели и поэзии перед народом, жаждущим и стремящимся к этим великим вещам. Он был даже счастливее, чем надеялся. В Женеве, Лозанне, Невшателе и Ла-Шо-де-Фоне на его уроки стекались не просто толпы людей, выражающих симпатию; от доброжелателей и гостеприимных предложений не было отбоя. Он не был чужаком в Швейцарии; его книги давно опередили его там и сделали его известным; он с нежным удивлением обнаружил их почти в каждой руке; некоторые из них, поступившие в публичные школы, служили для обучения детей. Это одобрение и уважение со стороны просвещенного народа наполнило его радостью; это было как бы признанием всей его жизни, и он вернулся окрепший, обновленный, с желаниями счастья, которые впервые не заглушил в себе.»
Но Сувестр внезапно умер 8 июля 1854 года в своем доме в Монморанси  от гипертрофии сердца в 2 часа дня. Ему было всего 48 лет. Похоронен на кладбище Пер-Лашез, где его могилу венчает бюст работы его друга Филиппа Грасса.
Месяц спустя он посмертно получил премию Ламберта от Французской академии, предназначенную для самого полезного писателя, за работу «Un philosophe sous les toits» (Философ под крышей) , опубликованную в журнале «Magasin Pittoresque» в 1851 году. Премию вручили его вдове.

## Произведения

### Аспекты творчества
Эмиль Сувестр, несмотря на слабое здоровье и недолгую жизнь, много публиковался. Его произведения довольно многочисленны: более 120 текстов, опубликованных менее чем за двадцать пять лет!
В соответствии с требованиями времени, он начал с поэзии, выпустив в 1829 году книгу «Trois femmes poètes inconnues», а в 1830 году - «Rêves poétiques», но вскоре переключился на театр. Он написал около двадцати пьес, некоторые из которых были просто адаптацией некоторых из его романов, и поставил их во многих парижских театрах. Среди них были драмы («Pour arriver», «Le Riche et le Pauvre», «Les Péchés de jeunesse»); комедии («Le Bonhomme Job», «La Parisienne»); и даже адаптация средневековья («Un Mystère», основанная на легенде XV века о святом Гильоме, которую Виктор Гюго приветствовал на премьере). Он также написал множество эссе на такие разные темы, как Вест-Индия («Au bout du monde», исследование о французской колонизации), семья («Le Mémorial de famille»), руководства по чтению («Lectures journalières à l'usage des écoles et des familles») и история литературы («Causeries historiques et littéraires», в античности или в его столетии).
Однако именно его романы составляют основную часть его творчества. Он верил в нравственную миссию романиста, который должен указывать на добро и зло через свои произведения. Он стремился работать над литературой для народа, потому что, по его словам, «до сих пор популярный роман был слишком презираем: интеллект масс тоже нуждается в своем черном хлебе». Его рассказы многочисленны, от коротких историй («Les Clairières», «Au coin du feu», «Chroniques de la mer») до более длинных текстов, таких как «Le Mât de Cocagne» и «La Valise noire».
Часто романы Эмиля Сувестра имеют более или менее социальный тон, или, по крайней мере, близки к отверженным: «Признания чужака», «Два несчастья», «Лестница женщин» или «Богатый и бедный». Его романы в значительной степени философичны и посвящены решению вопросов человеческой морали. Среди них следует выделить:
- Богатые и бедные (фр. Riche et pauvre; 1836).
- Последние бретонцы (Les derniers Bretons; 1837).
- Пьер и Жан (Pierre et Jean; 1842).
- Отверженные и избранные (Les Réprouvés et les Élus; 1845) в 4-х томах.
- Исповедь рабочего (Confessions d’un ouvrier; 1851).
- Философ под крышей (Un philosophe sous les toits; 1851).
- У костра (Au coin du feu; 1852).
- Под беседкой (Sous la tonnelle; 1851).
- Семейный мемориал (Le memorial de famille; 1854).

Большой популярностью пользовались его «Causeries historiques et littéraires» (Беседы об истории и литературе) (1854, в 2-х томах). Следует упомянуть драматические произведения писателя: Henri Hamelin, L’oncle Baptiste, La Parisienne, Le Mousse, которые раскрывали моральное превосходство представителей низших классов общества, в отличие от пьес его современника Э.Скриба, где главными и положительными героями были посетители аристократических салонов. Поставленная в 1849 году пьеса Сувестра «Le pasteur, ou L'évangile et le foyer» (Пастор или Библия и дом) послужила основой для оперы Дж. Верди Стиффелио (Триест, 1850).

### Бретань, открытая Сувестром
В историю литературы Эмиль Сувестр вошел в основном благодаря своим трудам о Бретани, которую он сумел заново открыть. «Он был бретонцем, он любил Бретань, он знал ее досконально, он путешествовал по ее берегам, ее прудам, ее океанам; он собрал все ее тайны, и поскольку он был последним бретонцем, жившим на просторах воображения и поэзии, он рассказывал о новых, неожиданных, странных, неизвестных и загадочных вещах», - писал Жюль Жанен в Journal des Débats в июле 1854 года после смерти Эмиля Сувестра. Но Сувестр не просто писал о регионе, к которому он привлек внимание широкой публики.
Помимо многочисленных и разнообразных романов, он также был журналистом, драматургом, философом и горячим республиканцем.
Но, несомненно, именно его труды о Бретани оставили свой след в истории литературы. Некоторые из них публикуются и по сей день.
Он начал с завершения работы Жака Камбри (фр. Voyage dans le Finistère, revu et augmenté par Émile Souvestre), за которой последовала книга «Финистер в 1836» самого Сувестра. С середины 1820-х годов он объездил весь свой регион, собирая легенды и устные предания. Его рассказы были частью тенденции, наметившейся в то время: повторное открытие Бретани такими авторами, как Эрсар де ла Вилльмарке и Анатоль ле Браз (последний - во второй половине века). В результате появились рассказы об описаниях и путешествиях: «В Бретани»; исследования: «Последние бретонцы»; исторические романы, например, о революции: «Сцены из Шуаннери», «Воспоминания нижне-бретонского санкюлота»; или о Средних веках: «Пьер Ландэ».
Но прежде всего это были сборники сказок и преданий, как известных, так и отчасти придуманных самим Сувестром, в частности сборник «Сказки и легенды Нижней Бретани» (в сотрудничестве с двумя другими выдающимися бретонцами), и, прежде всего, сборник народных преданий «Бретонский дом», один из его самых больших успехов. Газета «Le Siècle» объясняла своим читателям, что автор пытался сделать «для народных сказок Бретани то, что Шарль Перро пытался сделать для сказок Франции, а Вальтер Скотт — для сказок Шотландии». Даже если некоторые из этих сказок написаны или переработаны самим Сувестром. Именно эти бретонские тексты и сегодня можно найти в библиотеках и магазинах Франции.

### Первая антиутопия
Сувестром также восхищаются любители футурологии, поскольку он был первым человеком во Франции, написавшим антиутопию, книгу совершенно иного порядка, чем фольклор или романы. «Le Monde tel qu'il sera» (Мир, каким он будет) — это первая антиутопия, когда-либо написанная, во всяком случае, во Франции. Впервые опубликованная в сорока номерах в 1845-1846 годах, затем в виде иллюстрированной книги в том же году и переизданная в 1859 году без иллюстраций, эта история рассказывает о том, как молодая супружеская пара, Марта и Морис, влюбленные, счастливые, идеалистичные и стремящаяся к успеху, проснулись в 3000 году. Затем, к своему огромному разочарованию, они обнаруживают, что это новое общество отвратительно: от образования до тюремной системы, от положения пролетариев до коммерческих новшеств, от новой журналистики до производства произведений искусства и новых верований — исчезли все ценности: любовь, поэзия, поиск духовного смысла. Свободы больше не существует, она находится между социальным контролем и господством информации, под властью машины и банков. Главная тема Сувестра — развитие технологий и их последствия для человечества. Это несколько статичная история, в которой два героя посещают новое человечество без особого напряжения, а диалоги компенсируют отсутствие повествовательной линии. Но эта книга послужила образцом для всех контр-утопий XIX века (Шоузи, Буссенар, Жюль Верн, Альбер Робида), и ее сюжеты копировались на протяжении всего XX века. В самом деле, некоторые критики того времени не ошиблись: это «книга фантазии, живая, элегантная, разнообразная мечта о будущем; наконец, нечто подобное тому произведению Франсуа Рабле, которое называют "кавалькадой здравого смысла по просторам воображения"».
Эмиль Сувестр много писал и пользовался большим успехом. Настолько, что парижские книготорговцы и издатели «Michel-Lévy frères» собрали 
большинство его произведений в многотомную серию под названием «Œuvres complètes d'Émile Souvestre» (Полное собрание сочинений Эмиля Сувестра), опубликованную в специальном сборнике во второй половине XIX века. Но и после этого книги Эмиля Сувестра постоянно присутствовали на полках книжных магазинов.

### 1820-е - 1830-е годы
- «Слепой и его собака» (L'Aveugle et son chien; изд. Impr. de Mellinet-Malassis, 1825), стихотворение.
- «Осада Миссолонги» (фр. Le siège de Missolonghi; 1826), пьеса.
- «Три неизвестные поэтессы» (фр. Trois femmes poètes inconnues; 1829).
- «Поэтические грезы» (фр. Rêves poétiques; 1830).
- «Искусство как власть государства и новая конституция для театров» (фр. Des arts comme puissance gouvernementale, et de la nouvelle constitution à donner aux théâtres; impr. de Mellinet, 1832), в Gallica
- «Лестница женщин» (фр. L’Échelle des femmes; 1835), в Gallica
- «Красный дом» (фр. La Maison rouge; 1836).
- «Путешествие в Финистер, написанное Камбри, дополненное Эмилем Сувестром, украшенное литографиями, за которым следует «Финистер в 1836 году» (фр. Voyage dans le Finistère par Cambry revu et augmenté par Emile Souvestre, orné de lithographies suivi de Le Finistère en 1836 par Emile Souvestre; изд. Come fils aîné et Bonetbeau fils, 1835-1838), в Réseau Ethnologie, в Google Books
- «Финистр в 1836» (фр. Le Finistère en 1836; 1836).
- «Богатый и бедный» (фр. Riche et pauvre; 1836; Michel Lévy, 1857), в Gallica
- «Последние бретонцы» (Les derniers Bretons; изд. Charpentier, 1836).
- «Красный Дом» (фр. La Maison rouge; изд. Charpentier, 1837), в Gallica том 1, том 2
- «Анри Амелен» (фр. Henri Hamelin; 1838), комедия в трех актах, в Gallica
- «Нищий из Сен-Роша» («Le Mendiant de Saint-Roch»; 1838; изд. Michel Lévy frères, 1859-1860; impr. de M. Loignon, 1863), в Gallica, переизд.
- «Ангелы дома» (фр. Les Anges du foyer; 1838; изд. Michel Lévy frères, 1858), в Gallica
- «Пастырь людей» (фр. Le Pasteur d’hommes; 1838).
- «Пероник-идиот» (фр. Péronick l’idiot; 1838).
- «Журналист» (фр. Le Journaliste; изд. Charpentier, 1839), см. в Gallica том 1, том 2
- «Человек и деньги» (фр. L'Homme et l'argent; изд. Charpentier, 1839; Michel-Lévy frères, 1861), в Gallica том 1, том 2; переизд.

### 1840-е - 1850-е годы
- «Святой камень пустоши» (фр. Pierre sainte de la bruyère; 1840).
- «Старшая и младшая» (фр. Aîné et Cadette; 1840).
- «Воспоминания нижнебретонского санкюлота» (фр. Mémoires d’un sans-culotte bas-breton; 1841).
- «Капля воды» (фр. La Goutte d'eau; изд. W. Coquebert, 1842), см. в Gallica том 1, том 2
- «Пьер и Жан (фр. Pierre et Jean; 1842).
- «Шест с призом» (фр. Le mât de cocagne; 1842; изд. Michel Lévy frères, 1859), новое издание: в Gallica том 1, том 2
- «Дядя Батист» (фр. L’oncle Baptiste; 1842), комедия в двух актах.
- «Два несчастья» (фр. Deux Misères; 1843), в Gallica
- «Чёрная сумка» (фр. La Valise noire; 1843), в Gallica том 1, том 2
- «Пьер Ландэ» (фр. Pierre Landais; 1843).
- «Парижанка» (фр. La Parisienne; изд. Répertoire dramatique, 1844), комедия-водевиль в двух актах, вместе с Шарлем-Ипполитом Дюбуа-Давеном (1800-1874), в Gallica
- «Чародейка острова Лок» (фр. La Sorcière de l'île du Lok; 1844; изд. Haguenthal, 1861), или «Гроак’х с острова Лок» (фр. La Groac’h de l’Île du Lok) в Gallica
- «Бретонский дом» (фр. Le Foyer breton; 1844; W. Coquebert; 1845), сборник народных преданий, в Gallica,  переиздан под названием «Чудеса рождественской ночи: фантастические истории из Бретонского дома» (фр. Les merveilles de la nuit de Noël : récits fantastiques du Foyer breton; Michel Lévy, 1868).
- «Живописная Бретань» (фр. Bretagne pittoresque; 1845).
- «Отверженные и избранные» (фр. Les Réprouvés et les élus; изд. W. Coquebert, 1845), в Gallica том 1, том 2, том 3, том 4
- «Мир, каким он будет» (фр. Le Monde tel qu'il sera; 1845-1846; 1859).
- «Шарлотта и Вертер» (фр. Charlotte et Werther; 1846).
- «Добрый человек Иов» (фр. Le Bonhomme Job; изд. impr. de Boulé, 1846), комедия в трех актах, в Gallica
- «Юнга» (фр. Le Mousse; 1846).
- «Два Камюсо» (фр. Les Deux Camusots; 1846).
- «Серьезный человек» (фр. Un homme grave; 1846).
- «Полковой хирург» (фр. Le Chirurgien-major; 1847).
- «К приезду» (фр. Pour arriver; impr. de G. Olivier, 1847), драма в трех актах, в Gallica
- «Всеобщая крестница» (фр. La Filleule de tout le monde; 1847).
- «Руководство по выборам» (фр. Manuel des élections; 1848).
- «Грехи молодости» (фр. Les Péchés de jeunesse; 1849-1850).
- «Пастор или Библия и дом» (фр. Le Pasteur ou l’Évangile et le Foyer; 1849).
- «Уроженец Парижа» или «Парижанин» (фр. Un enfant de Paris;  Dondey-Dupré, 1850), драма в пяти действиях, в Gallica
- «Последние крестьяне» (фр. Les Derniers Paysans; 1851).
- «Исповедь рабочего» (фр. Confession d’un ouvrier; 1851), в Gallica.
- «Маргарита и Беатрикс» (фр. Marguerite et Béatrix; изд. P. Permain, 1851), совместно с Пьером Заккони; в Gallica том 1, том 2
- «Тайна», сцены из «Легенды о святом Гильоме» (фр. Un Mystère; изд. impr. de Vve Dondey-Dupré, 1851), драма в пяти актах, в Gallica
- «Под беседкой» (фр. Sous la tonnelle; 1851-1852).
- «Философ под крышей» (Un philosophe sous les toits; 1850-1851) в Gallica
- «У костра» (фр. Au coin du feu; изд. D. Giraud et J. Dagneau, 1852; изд. Michel Lévy frères, 1857), в Gallica, переизд.
- «У озера» (фр. Au bord du lac; 1852).
- «На лугу» (фр. Dans la prairie; 1852).
- «Под сетями» (фр. Sous les filets; 1852).
- «Прогалины» (фр. Les Clairières; 1852).
- «Сцены из Шуаннери» (фр. Scènes de la Chouannerie; 1852, 1854; Michel-Lévy frères, 1858), о событиях восстания шуанов, в Gallica
- «Во время жатвы» (фр. Pendant la moisson; 1852).
- «Хроники моря» (фр. Chroniques de la mer; 1853).
- «Рассказы и воспоминания» (фр. Récits et souvenirs; 1853).
- «Истории из прошлого» (фр. Histoires d’autrefois; 1854).
- «Семейный мемориал» (Le memorial de famille; 1854).
- «Сцены и рассказы из Альп» (фр. Scènes et récits des Alpes; A. Lebègue, 1854; Michel-Lévy frères, 1857), в Gallica, онлайн
- «Беседы об истории и литературе» в 2-х томах (фр. Causeries historiques et littéraires; J. Cherbuliez (Genève), 1854; Michel Lévy, 1861), том 1, том 2

Год первой публикации, издания неизвестен:
- «В Бретани» (фр. En Bretagne; 18??; Michel-Lévy frères, 1867), в Gallica
- «Хоровод гномов» (фр. La ronde des nains: Tonyk et Mylio; 18??; изд. Haguenthal, 1861), в Gallica
- «Перечень плантатора» (фр. L'inventaire du planteur; 18??), в Gallica
- «На краю света», исследование по французской колонизации (фр. Au bout du monde; 18??; изд. Michel-Lévy frères, 1865), в Gallica
- «В карантине» (фр. En quarantaine; 18??; 1856).
- «Сцены из личной жизни» (фр. Scènes de la vie intime; 18??; Michel-Lévy, 1857), в Gallica
- «Парижские драмы» (Les Drames parisiens; 18??; 1859) в Gallica
- «На лужайке» (фр. Sur la pelouse; 18??; изд. Michel-Lévy frères, 1858), в Gallica
- «Мёдонские вечера» (фр. Les Soirées de Meudon; 18??; изд. Michel-Lévy frères, 1861; Calmann Lévy, 1883).
- «Под тенистой листвой» (фр. Sous les Ombrages; 18??; изд. Michel-Lévy frères, 1870), в Gallica
- «В семье» (фр. En Famille; 18??).
- «Сказки и повести» (фр. Contes et Nouvelles; 18??).
- «Нижне-бретонские воспоминания» (фр. Souvenirs d'un Bas-Breton; 18??; изд. Michel Lévy frères, 1860; impr. de Arbieu, 1861), в Gallica, переизд. с илл.
- «Ежедневные чтения для школ и семей» (фр. Lectures journalières à l'usage des écoles et des familles; до 1854; изд. Louis Giraud, 1864; Calmann Lévy. 1880), в Gallica
- «Воспоминания старика, последний этап» (фр. Souvenirs d'un Vieillard, la dernière Étape; 18??; изд. Michel-Lévy frères, 1864), в Gallica

### Работы в «Revue des deux mondes»
Статьи и истории в журнале «Revue des deux mondes»; 1833-1855:
- «Корнуэль» (фр. La Cornouaille; 1833), онлайн
- «Популярная поэзия Нижней Бретани» (фр. Des poésies populaires de la Basse; 1834-1835), в трех частях, онлайн
- «Промышленность и торговля Бретани» (фр. Industrie et commerce de la Bretagne; 1835), онлайн
- «Базель» (фр. Bâle; 1836), онлайн
- «Брест в двух эпохах» (фр. Brest à deux époques; 1836), онлайн
- «Адриан Брауэр» (фр. Adrien Brauwer; 1837), онлайн
- «Нант» (фр. Nantes; 1837), онлайн
- «Террор в Бретани» (фр. La Terreur en Bretagne; 1838-1839), в трех частях, онлайн:
  - «Рен в 93» (фр. Rennes en 93).
  - «Нант в 93» (фр. Nantes en 93).
  - «Замок Унедей» (фр. Le château de la Hunaudaie).
- «Шуаннери в Бретани» (фр. La Chouannerie en Bretagne; 1840), онлайн: 
  - «Буарди» (фр. Boishardy).
- «Шуаннери в Мэне» (фр. La Chouannerie dans le Maine; 1847), онлайн:
  - «Нелегальные Солнье» (фр. Les faux-saulniers).
  - «Серебряная нога и месье Жак» (фр. Jambe-d’argent et Monsieur Jacques).
- «Шуаннери в Пуату» (фр. La Chouannerie dans le Poitou; 1848), онлайн
- «Истории популярной музы» (Les Récits de la muse populaire; 1849-1850), онлайн: 
  - «Чародей из Пти-Оля» (фр. Le Sorcier du Petit-Haule; 1849).
  - «Прядильщица» (фр. La Fileuse; 1849).
  - «Охота за сокровищами» (фр. La Chasse aux Trésors; 1850).
  - «Жители хижин и лачуг из квартала Марэ» (фр. Les huttiers et les cabaniers du Marais; 1850).
  - «Какус из Армора» (фр. Le Kacouss de l'Armor'; 1850).
  - «Бриероны и Солнье» (т.е. солеторговцы) (фр. Les Bryérons et les Saulniers; 1850).
  - «Жители леса и браконьер Бон-Аффю» (фр. Les Boisiers et le Braconnier Bon-Affût; 1851).
- «Сцены и обычаи берегов и побережий» (фр. Scènes et mœurs des rives et des côtes; 1851-1852), онлайн: 
  - «Береговой бродяга» (фр. Le Traîneur de grèves; 1851).
  - «Луарский моряк» (фр. Le Marinier de Loire; 1852).
  - «Хранитель старого маяка» (фр. Le Gardien du Vieux Phare; 1852).
  - «Виленский перевозчик» (фр. Le Passeur de la Vilaine; 1852).
  - «Сторож лазарета» (фр. Le Garde du Lazaret; 1852).
  - «Смотритель Западного шлюза» (фр. L’Éclusier de l’Ouest; 1852).
- «Сцены и истории из Альп» (фр. Scènes et récits des Alpes; 1853-1855), онлайн:  
  - «Крестница из немецкого катона» (фр. La Fillole des Allemagnes или La Filleule du canton allemand).
  - «Охотник на серн» (фр. Les Chasseurs de chamoix).
  - «Хоспис Зелисберга» (фр. L'Hospice du Selisberg).